# Gare de Sil
La gare de Sil (ukrainien : станція Сіль) est la gare principale de Soledar du Réseau ferré de Donetsk située à trois kilomètres de la ville,  en Ukraine.

## Situation ferroviaire
Elle est une nœud ferroviaire des lignes Lyman - Mykytivka et Sil - Velitchko. A huit kilomètres de la gare Stantsyia Chevtchenko.

## Histoire
Elle fut mise en service en 1913, les bâtiments détruits en 1943 lors du retrait des troupes nazies ne fut reconstruit qu'en 1953.

### Accueil

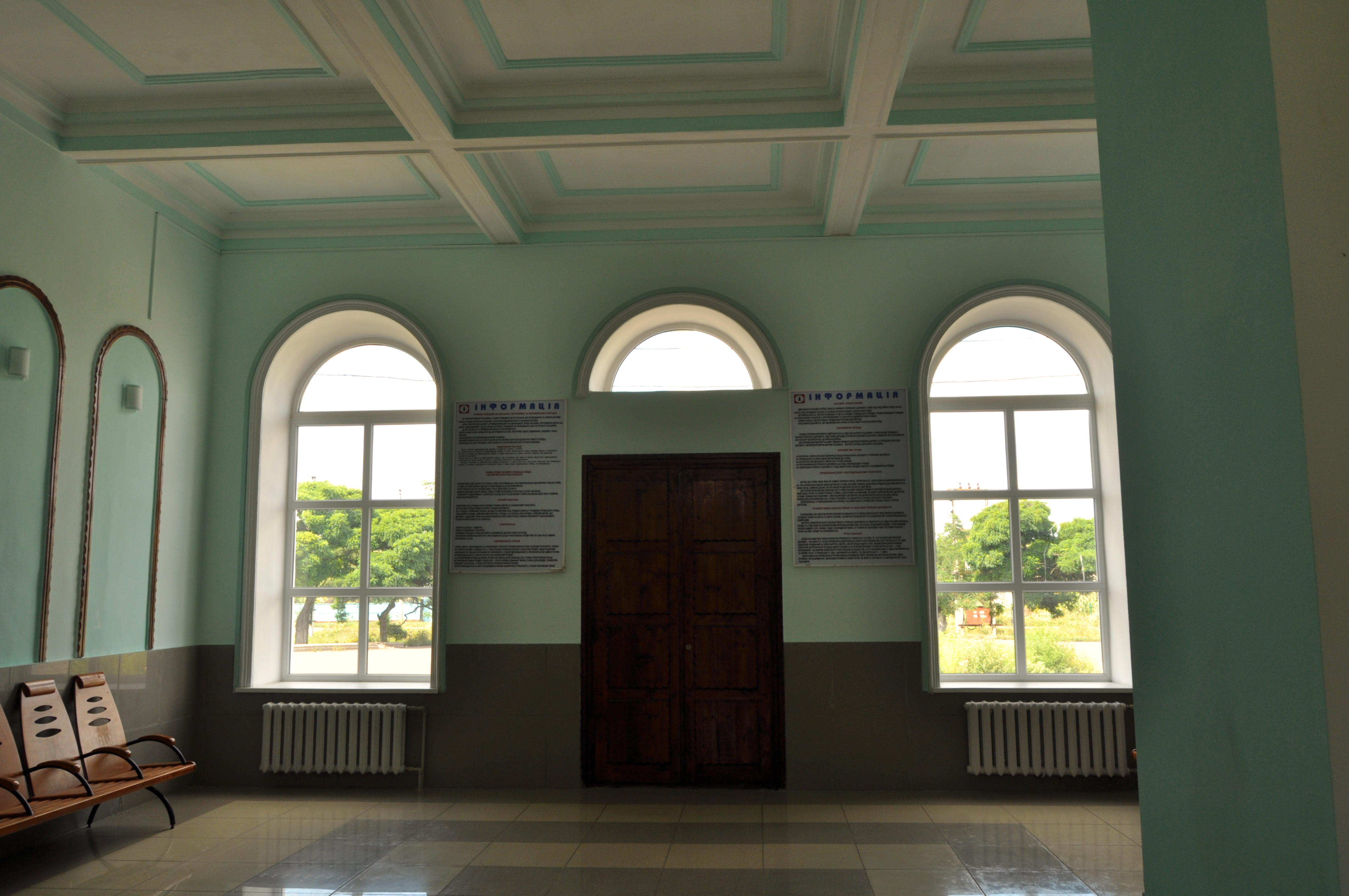
Halle des passagers.

### Intermodalité

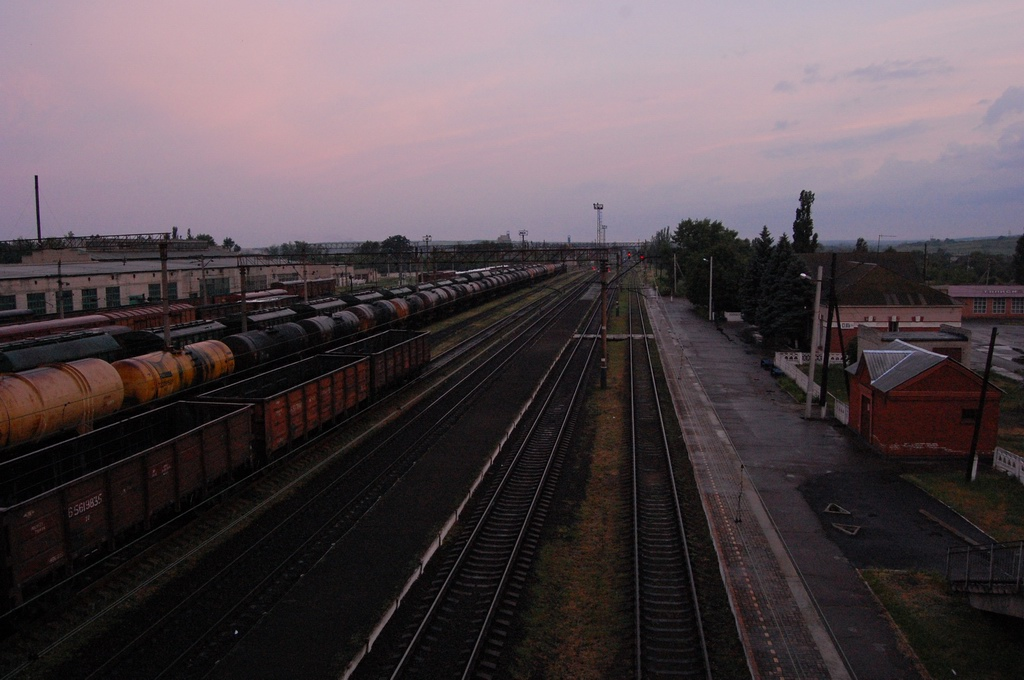
Les voies.